# Курашов, Сергей Владимирович
Серге́й Влади́мирович Курашо́в (18 сентября [1 октября] 1910, с. Ключи, Елатомский уезд, Тамбовская губерния — 27 августа 1965, Москва) — деятель советского здравоохранения и общественный деятель, член-корреспондент АМН СССР (1965), Министр здравоохранения СССР (1959—1965).

## Биография
В 1924—1926 годах учился в г. Пензе в единой трудовой школе I и II ступени имени Г. Е. Зиновьева, созданной на базе бывшего Пензенского реального училища. На здании школы впоследствии была установлена посвящённая ему мемориальная доска.
В 1931 г. окончил медицинский факультет Казанского университета, с мая 1941 по март 1942 гг. — ректор Казанского медицинского института, который с 1966 по 1994 годы носил имя С. В. Курашова.
В 1936—1941 был главным врачом Казанской психиатрической больницы Наркомздрава РСФСР (ныне — Республиканская клиническая психиатрическая больница им. В. М. Бехтерева республики Татарстан).
- 1942—1953 гг. — заместитель наркома (с июня 1946 г. — министра) здравоохранения РСФСР, начальник Главного управления.
- 1953—1955 гг. — заместитель министра здравоохранения СССР.
- 1955—1959 гг. — Министр здравоохранения РСФСР.
- с 1959 г. — Министр здравоохранения СССР и одновременно (с 1955) заведующий кафедрой организации здравоохранения 1-го Московского медицинского института.

Мемориальная доска С. В. Курашову в г. Пензе

Основные работы посвящены организации здравоохранения, охране здоровья детей и подростков, развитию курортного дела, зарубежному здравоохранению.
Редактор многотомного издания «Законодательство по здравоохранению СССР».
В 1962 г. президент 15-й Всемирной ассамблеи Всемирной организации здравоохранения.
На 22-м съезде КПСС (1961) избран кандидатом в члены ЦК КПСС.
Депутат Верховного Совета СССР 5—6-го созывов и РСФСР 4-го созыва.
После смерти 27 августа 1965 г. был кремирован, прах помещён в урне в Кремлёвской стене на Красной площади в Москве.

## Награды и звания
Награждён орденом Ленина, орденом Трудового Красного Знамени, двумя орденами «Знак Почёта».

## Увековечение памяти

#### Казань
В Казани именем Курашова названа улица (бывшая Госпитальная улица, проходившая вдоль «госпитального оврага»). На улице Курашова, в частности, расположен Казанский государственный медицинский университет, который ранее, с 1966 по 1994 годы, также носил его имя (Казанский государственный ордена Трудового Красного Знамени медицинский институт имени С. В. Курашова). В настоящее время в университете существует стипендия имени Сергея Владимировича Курашова.

#### Пенза
В Пензе по улице Володарского, 1 на бывшем здании Пензенского реального училища (ныне — Многопрофильной гимназии № 4 «Ступени» г. Пензы), где Сергей Курашов учился в 1924—1926 в единой трудовой школе I и II ступени имени Г. Е. Зиновьева, установлена посвящённая ему мемориальная доска.